# Ilocos Sur
Koordinaten: 17° 15′ N, 120° 36′ O
Ilocos Sur ist eine philippinische Provinz in der Ilocos-Region auf der Hauptinsel Luzon. Die Hauptstadt von Ilocos Sur ist Vigan.
Hauptverkehrssprachen in Ilocos Sur sind Ilokano, Englisch und im Küstenbereich Tagalog.

## Lage
Die Provinz grenzt an die Provinz Abra im Norden, Mountain Province im Osten sowie La Union und Benguet im Süden. Im Westen grenzt die Provinz an das südchinesische Meer und im Osten an die Philippinischen Kordilleren. Südlich von Vigan City mündet der Abra in das Meer. Die südliche Grenze zu La Union orientiert sich am Flusslauf des Amburayan bis zu seiner Mündung.

## Städte und Stadtgemeinden
Ilocos Sur ist in 2 Städte und 32 Stadtgemeinden aufgeteilt, die wiederum in 768 Baranggays unterteilt werden.

### Städte
- Vigan
- Candon

### Stadtgemeinden
| - Alilem - Banayoyo - Bantay - Burgos - Cabugao - Caoayan - Cervantes - Galimuyod - Gregorio del Pilar - Lidlidda - Magsingal | - Nagbukel - Narvacan - Quirino - Salcedo - San Emilio - San Esteban - San Ildefonso - San Juan - Santa - Santa Catalina - Santa Cruz | - Santa Lucia - Santa Maria - Santiago - Santo Domingo - San Vicente - Sigay - Sinait - Sugpon - Suyo - Tagudin |

## Geschichte
Ilocos Sur wurde von dem spanischen Conquistador Juan de Salcedo 1572 gegründet, zwei Jahre später landete der chinesische Pirat Limahong mit 3000 Mann in der Region.
Im Zuge der britischen Invasion der Philippinen am Ende des Siebenjährigen Krieges kam es 1762/63 zu Aufständen in der Provinz. Diese wurden von Diego Silang und seiner Frau Gabriela angeführt. Ihr größter Erfolg war die Einnahme der Stadt Vigan.

## Nationalparks
- Tirad-Pass-Nationalpark
- Northern Luzon Heroes Hill National Park
- Bessang Pass Natural Monument

## Hochschulen
- University of Northern Philippines

## Sehenswürdigkeiten
In der Gemeinde Santa Maria befindet sich die alte spanische Kirche Nuestra Señora de la Asuncion, die neben der Altstadt von Vigan Vity zum Weltkulturerbe der UNESCO gehört.